# Mazzin
Mazzin (in ladino Mazin) è un comune italiano sparso di 606 abitanti della provincia di Trento. Il capoluogo non è la frazione omonima, bensì il paese di Fontanazzo, dove si trovano anche gli uffici comunali. 
È uno dei comuni che formano la Ladinia ed il primo paese dell'alta Val di Fassa, dove questa si restringe e cambia direzione per volgersi con una curva a gomito verso nord-est. Il suo nome è di origine incerta: pare derivi dal nome "Macirnosc", legato all'attività molitoria. Nel 1370 era noto col nome di Mazung.

## Geografia fisica
L'abitato di Mazzin è situato sul conoide del rio Udai, un affluente di destra (orografica) del torrente Avisio, che scende dal gruppo del Catinaccio d'Antermoia dividendo il paese a metà. Pur essendo situato nel punto più stretto della valle, lo sguardo spazia salendo il corso dell'Avisio fino al gruppo del Sella, mentre a sud l'occhio si posa sul gruppo della Vallaccia (Cima Dodici). Ad est, salendo con lo sguardo la val Udai, il villaggio è dominato dal "Polenton" e dall'appuntita Cima Mantello. Verso est si scorge il Dos dei Pigui, zona di grande interesse archeologico. Il paese è dislocato quasi interamente a monte della SS48.
Più a monte, lungo la Strada Statale 48, sorgono nell'ordine le frazioni di Campestrin (Ciampestrin), Fontanazzo (chiamata anche Fontanazzo di Sotto - Fontanac de Sot) e Fontanazzo di Sopra (Fontanac de Sora, contigua a Campitello di Fassa).

## Storia

### Il paese dei pitores
Mazzin è noto anche come il paese dei pitores, gli artigiani decoratori che nell'800 emigravano stagionalmente verso tutto l'Impero austro-ungarico, la Baviera, l'Ungheria e la Svizzera in cerca di lavoro. Decoravano con affreschi le facciate delle case, dipingevano con colori a olio le camere in legno ma anche gli utensili da lavoro, i mobili, le porte e quant'altro venisse loro richiesto. La tavolozza dei pitores era costituita dal bianco, il giallo, il rosso, l'arancio, il verde, il nero ed il blu, uno dei colori dominanti, meglio conosciuto nei paesi di lingua tedesca come Fassanerblau. Motivi geometrici, floreali, emblemi religiosi, ma anche uccellini e rose erano gli elementi più caratteristici e ripetuti nella decorazione fassana. Gli oggetti e gli attrezzi da lavoro sono in mostra al Museo Ladino di Fassa.

### Simboli
Lo stemma e il gonfalone sono stati approvati con D.G.P. del 3 ottobre 2008 n. 2461 così come proposti dal Consiglio comunale con deliberazione consiliare n. 14 del 7 agosto 2008.
Stemma
Uno stemma precedente era stato approvato con D.G.P. del 21 aprile 1978 n. 6042/3-B: Scudo suddiviso verticalmente in due parti: a sinistra, su campo argento, un abete su pendio al verde; a destra, su campo azzurro, una vetta stilizzata all'argento.
Gonfalone

Il gonfalone comunale

Un gonfalone precedente, approvato con il D.G.P. 21/04/1978 si presentava: Drappo rettangolare cadente, partito azzurro e argento; lato inferiore con tre code ornate di arabeschi e di frange; caricato nel centro dello stemma comunale contornato dall'iscrizione centrata "Comune di Mazzin" e da corona di rami di lauro e di rami di quercia - asta in metallo argentato.

## Monumenti e luoghi d'interesse
Il nucleo storico di Mazzin presenta alcune costruzioni di notevole interesse situate lungo via Roma e sulle sponde del rio Udai.
A valle, scendendo il sottopassaggio, appare un gruppo di case con rustico e un capitello con due torrette laterali cuspidate e copertura in lamiera lavorata. Più avanti c'è il cimitero e la chiesa parrocchiale. L'antica strada per l'alta Val di Fassa passava per l'attuale via Roma. L'abitato ha mantenuto le caratteristiche del villaggio ladino, nonostante il moderno residence (che si nota a nord del paese ed è soprannominato "I funghi") realizzato dall'architetto Giovanni Leo Salvotti De Bindis e soprattutto il complesso residenziale ed alberghiero di Fassalaurina, successivamente ribattezzato "Solaria", sorto su un conoide sotto le rupi del Pian de la Scofa.
Nel comune si trova la stazione meteorologica di Mazzin.

### Casa Battel
Detta anche "Cèsa Battel", "Casa Cassàn", "Casa del Moro", "Gasthaus zum schwarzen Mann" o "castello" per la presenza di una torre cuspidata. Si tratta di uno dei pochi esempi superstiti di edificio rustico-signorile. Ha impronta romanica. Il nome "Battel" risale ad una vecchia famiglia della Val di Fassa. Nel XIX secolo ospitava la "Locanda dell'uomo nero" di proprietà di Jackob Cassan (sulla facciata a sud si intravede ancora la scritta in tedesco "Gasthaus zum schwarzen Mann"). Di notevole interesse le decorazioni a tempera sugli angoli e attorno a porte e finestre. Sulla porta a nord è decorata la data del 1785. A nord è addossato il rustico. L'edificio contiene inoltre alcuni affreschi sacri: al civico nº 3 una Madonna dell'aiuto con bambino, Sante anime purganti e Veronica e Sant'Antonio da Padova (1791); al nº 3/a due dipinti di San Giovanni Nepomuceno e San Floriano (1791); al nº 1 una Madonna con bambino, Sant'Antonio da Padova e Santa Giuliana (secolo XVII) e un altro dipinto raffigurante San Giovanni Battista e santo (secolo XVII). Si raccontano strane storie su questa casa, che fosse infestata da spiriti maligni e da fantasmi e che sia stata liberata grazie all'iscrizione presente al piano superiore.

### Le prigioni di Casa Costazza
A nord di Casa Battel, vi è questo edificio che presenta tracce di decorazioni murarie sulle facciate est e sud. Sulla porta ad est si nota un'iscrizione e sul portale la data del 1518. È uno dei più antichi esempi fassani di edifici interamente in muratura. Era l'antica sede del Vicario del Vescovo e delle prigioni di Fassa.

### Il capitello dei fantasmi
Fra Mazzin e la frazione Campestrin, sulla sinistra della SS48 poco prima della deviazione per Fassalaurina, c'è il "capitello dei fantasmi" detto anche "dei lumini". Si narra che nell'oscurità della notte nei dintorni del capitello si aggirino delle luci e delle fiammelle, che scendono poi lungo i prati in processione.

### La chiesa parrocchiale di Santa Maria Maddalena
La chiesa di Santa Maria Maddalena è situata a lato della SS48 in posizione decentrata rispetto all'abitato. Fu eretta nel 1573 e consacrata nel 1582, subendo lavori di ampliamento nel 1894. Il campanile venne sopraelevato nel 1923 con l'aggiunta di una seconda cella campanaria. Ha il tetto ripido e il campanile con due celle e cuspide piramidale. Sui fianchi si aprono finestre gotiche. La croce sul timpano porta la data dell'ultimo ampliamento (1894). L'interno è ad una navata ed abside con volte a nervature. L'altare maggiore risale alla metà del XVIII secolo, è in legno policromo e finto marmo. Sulle mensole, statue di San Vescovo e San Nicola. Il tabernacolo reca le statue di San Giovanni Battista e San Giovanni Evangelista. Nel paliotto una pala ad olio con la Sacra Famiglia, opera di Mario Detomas (1959). L'altare laterale destro è un'ancona lignea databile al 1730, con statua di Sant'Antonio con bambino. All'esterno porta altre due statue dei Santi Pietro e Paolo. L'altare laterale sinistro è del 1663 ed è dedicato a Sant'Antonio da Padova. A sinistra la statua di Santa Maria Maddalena ed a destra San Vescovo. L'antipendio, riccamente intagliato, presenta due nicchie laterali con le sculture dei Santi Pietro e Paolo. Nell'arco trionfale si notano 15 bassorilievi in legno policromo del XVII secolo raffiguranti i Misteri del Rosario. A sinistra dell'aula, una pittura ad olio del XIX secolo (San Giuseppe con bambino, Floriano ed angeli). Le tele della via Crucis sono del 1815 e sono opera di artisti del luogo.
Sul campanile sono collocate 3 campane, due fuse nel 1922 a Varese dalla fonderia Bianchi, mentre la mezzana è un pezzo pregiato di rara fattura del celebre fonditore Chiappani di Trento del 1913. Le note delle campane sono Fa#3 - Re4 - Mi4.

## Società

### Evoluzione demografica
Abitanti censiti

### Ripartizione linguistica
Nel comune di Mazzin è diffuso l'uso della variante cazèt del dialetto fassano (fascian), appartenente alla lingua ladina dolomitica.
| Censimento | Popolazione | Ladini | Non ladini | % ladini | Fonte  |
| ---------- | ----------- | ------ | ---------- | -------- | ------ |
| 2001       | 440         | 381    | 59         | 86,6%    | [ 12 ] |
| 2011       | 493         | 381    | 112        | 77,3%    | [ 12 ] |
| 2021       | 598         | 315    | 283        | 52,7%    | [ 13 ] |

## Amministrazione

### Sindaci
| Periodo | Periodo   | Primo cittadino    | Partito      | Carica  | Note   |
| ------- | --------- | ------------------ | ------------ | ------- | ------ |
| 1995    | 1997      | Giorgio Debertol   | Lista civica | Sindaco | [ 14 ] |
| 1997    | 2015      | Fausto Castelnuovo | Lista civica | Sindaco | [ 14 ] |
| 2015    | 2020      | Nicoletta Dallago  | Lista civica | Sindaco | [ 14 ] |
| 2020    | in carica | Fausto Castelnuovo | Lista civica | Sindaco | [ 14 ] |